# کامپیلودونیسکوس
کامپیلودونیسکوس (نام علمی: Campylodoniscus) (به معنی دندان خمیده کوچک)، یک دایناسور سوسمارپای گیاه‌خوار مربوط به دوره کرتاسه پسین می‌باشد. این جانور ۷۰ میلیون سال پیش می‌زیسته که بیش از ‍۲۰ متر طول و ۱۵ تن وزن داشت‌است. سنگوارهٔ کامپیلودونیسکوس در آرژانتین کشف شده‌است و در سال ۱۹۲۲به وسیله هوین نام‌گذاری شد. گونه خاص این جنس کامپیلودونیسکوس آمقینوی نام دارد.